# 常松めぐみ
常松 めぐみ（つねまつ めぐみ、1980年 - ）は、日本の元子役、元女優。愛称：ツネ。「劇団ひまわり」に所属していた。
神奈川県川崎市宮前区出身。川崎市立向丘中学校、神奈川県立荏田高等学校卒業。

## 人物・来歴
- 小学校1年の時から高校まで、「劇団ひまわり」に所属。
- 荏田高校時代は地元・川崎のローソンでアルバイトをしながら、器械体操部に所属した。
- 兄弟は1歳年上の姉が一人。
- ペットを飼うのが好きで、犬、インコ、カメ、金魚などを飼っていた。
- 活発で好奇心旺盛な性格。趣味はスキー、スノーボード。好きな街は渋谷、好きな国は中国。

## 主な出演作品

### テレビドラマ
連続ドラマ
- ママって、きれい!? （1991年1月11日 - 3月22日、TBS）
- 君の名は （1991年4月1日 - 1992年4月4日、NHK総合・連続テレビ小説）
第282・283・286・293・295・306話に出演。
- 家栽の人 （1993年3月11日、TBS） 第10話「三姉妹」に出演
- さわやか3組 （NHK教育） レギュラー出演
- 他多数

単発ドラマ
- 居酒屋兆治 （1992年7月10日、フジテレビ）
- 他多数

## 企画CD
- P-FREAKS HOUR 〜 ヤマアラシとその他の変種 （1990年9月27日）
吉田戦車が脚本を担当した『たもつ（1）』に子供達役で出演。